# 7-es trolibusz (Szeged)
A szegedi 7-es jelzésű trolibusz a Bakay Nándor utca és az Újszeged, Gyermekkórház között közlekedett. A viszonylatot a Szegedi Közlekedési Társaság üzemeltette.

## Története
Az első szegedi 7-es trolibusz 1983. október 11-én[forrás?] indult Makkosház és a Gyermekkórház között, a 8-assal egy időben. A 6-ossal együtt 1995-ben átmenetileg szüneteltették[forrás?], majd 1996 februárjában döntöttek a 6,4 km hosszú vonal végleges megszüntetéséről.
A 2004. április 29-én indult 7-es trolibusz csak számozásában utóda a korábbinak, gyakorlatilag az egykori 5A vonal meghosszabbítása. A Bakay Nándor utca csatornázási munkálatai miatt közel egy évig 2005 októberétől 2006 szeptemberéig szünetelt a forgalom a vonalon. A legfőbb oka a viszonylat létesítésének, illetve az újraindításáról beszélni a Tisza Volán tervezett új helyközi buszállomása volt, amelyet a volán telep mellett a Bakay Nándor utca végén kívántak felépíteni, illetve fontos szempont volt az okmányiroda (amely egyébként 2015 óta már nem itt található meg) tömegközlekedéssel való jobb kiszolgálása is. 2016. június 16-tól betétjáratot kapott 7A jelzéssel a Bakay Nándor utca és a Széchenyi tér között.
A viszonylat már 2004-es indulása óta kis befogadóképességű járművekkel volt kiadva, illetve nagy követési idővel rendelkezett.
2022. június 15-én a 7-es és 7A megszűnt, a továbbiakban a 6-os és a 9-es pótolja.

## Járművek
A vonalon általában Škoda, Mercedes, illetve Solaris szóló trolibuszok közlekednek.

## Útvonala
| Újszeged, Gyermekkórház felé | Bakay Nándor utca felé |
| --- | --- |
| Bakay Nándor utca vá. – Mars tér – Bartók tér – Attila utca – Nagy Jenő utca – Széchenyi tér – Híd utca – Belvárosi híd – Torontál tér – Vedres utca – Csanádi utca – Újszeged, Gyermekkórház vá. | Újszeged, Gyermekkórház vá. – Csanádi utca – Vedres utca – Torontál tér – Belvárosi híd – Híd utca – Széchenyi tér – Kelemen utca – Mikszáth Kálmán utca – Bartók tér – Mars tér – Bakay Nándor utca vá. |

## Megállóhelyei
Az átszállási kapcsolatok között az azonos útvonalon közlekedő 7A trolibusz nincs feltüntetve.
| 0     | Bakay Nándor utca végállomás            | 10-14 | |
| 1     | Bakay Nándor utca (Vásárhelyi Pál utca) | 9-13  | |
| 2     | Mura utca                               | 8-12  | |
| 3     | Huszár utca                             | 7-11  | |
| 4     | Londoni körút (Bakay Nándor utca)       | 6-10  | |
| 5-6   | Attila utca (Mars tér)                  | ∫     | |
| ∫     | Mars tér (piac bejárat)                 | 5-9   | 5, 9, 19 21, 60, 60Y, 64, 67, 67Y, 70, 71, 71A, 72, 72A, 73, 73Y, 74, 75, 76, 76Y, 77, 77A, 77Y, 78, 78A, 79H |
| 6-7   | Bartók tér                              | ∫     | 5, 9, 19 60, 60Y, 67, 67Y, 70, 71, 71A, 72, 72A, 74, 76, 76Y                                                  |
| ∫     | Centrum Áruház                          | 4-7   | 5, 9, 19 20, 24, 60, 60Y, 67, 67Y, 70, 71, 71A, 72, 72A, 74, 76, 76Y                                          |
| 7-9   | Széchenyi tér                           | 3-5   | 1, 2 5, 9, 19 32, 60, 60Y, 67, 67Y, 70, 71, 71A, 72, 72A                                                      |
| 8-11  | Torontál tér (P+R)                      | 2     | 5 60, 60Y, 67, 67Y, 70, 72, 72A                                                                               |
| 9-12  | Csanádi utca                            | 1     | 5 84, 90 |
| 10-13 | Újszeged, Gyermekkórház végállomás      | 0     | 5 |